# Kapuzinerkloster Dinkelsbühl

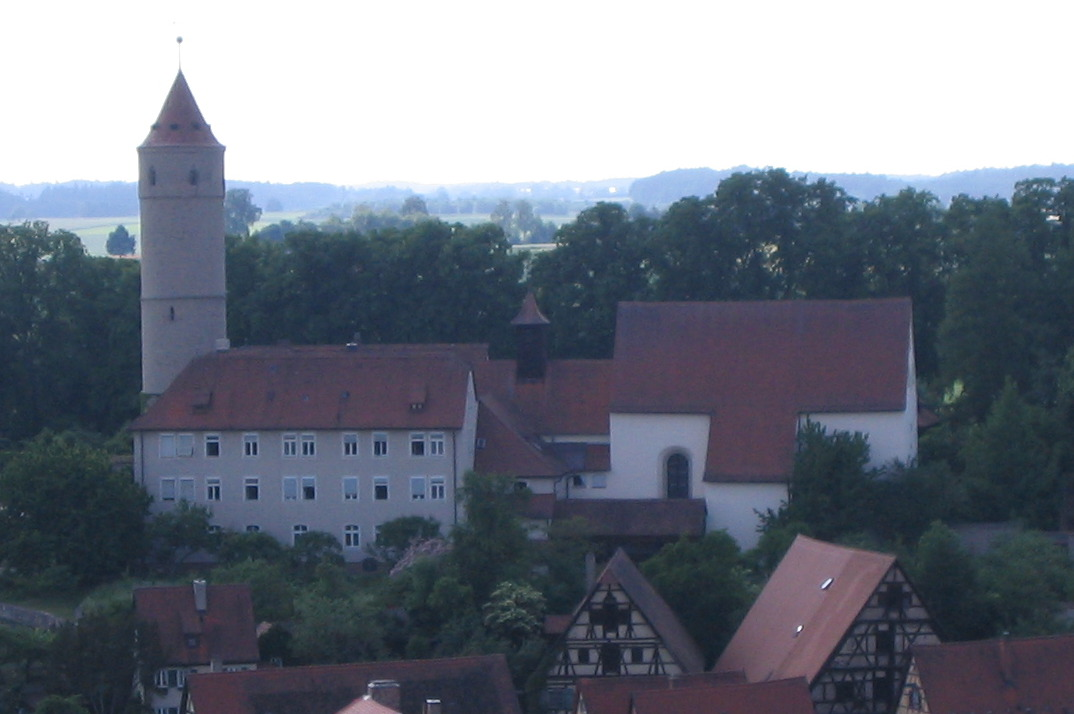
Blick auf die ehemalige Klosterkirche von der St.-Georgs-Kirche

Das Kapuzinerkloster Dinkelsbühl ist ein ehemaliges Kloster der Kapuziner in Dinkelsbühl in Bayern in der Diözese Augsburg.

## Geschichte
Das Kloster wurde 1622 durch Eva Maria von Lerchenfeld gegründet und entstand nahe der Stadtmauer auf dem Russelberg. 1628 wurde die einfache Kirche St. Franziskus geweiht, 1729 eine Kreuzkapelle angebaut. 1803 wurde das Kloster im Zuge der Säkularisation aufgelöst. Seit 1959 wird die Klosterkirche als Wallfahrtskirche genutzt.